# Bouteloua repens
Bouteloua repens är en gräsart som först beskrevs av Carl Sigismund Kunth, och fick sitt nu gällande namn av Frank Lamson Scribner och Elmer Drew Merrill. Bouteloua repens ingår i släktet Bouteloua och familjen gräs. Inga underarter finns listade i Catalogue of Life.